# Гаглоев, Фёдор Захарьевич
Фёдор Захарьевич Гаглоев, псевдоним — Гафез (осет. Гаглойты Федыр, 11 сентября 1913 года, Баку, Российская империя — 12 августа 1983 года, Цхинвал, Юго-Осетинская автономная область, Грузинская ССР) — юго-осетинский советский писатель, поэт, драматург и литературный критик. Редактор литературного журнала «Фидиуæг». Лауреат государственной премии имени Коста Хетагурова Южной Осетии.

## Биография
Родился 11 сентября 1913 года в Баку в семье рабочего нефтепромысла. В 1918 году семья Фёдора Гаглоева возвратилась в родное осетинское село Уанел. В 1920 году из-за наступления вооружённых отрядов меньшевиков во время юго-осетинского восстания его семья бежала в Северную Осетию и через год возвратилась на родину. Из-за трудного материального положения семьи трудился пастухом. Окончил в Цхивале батрацкие школьные курсы, после чего поступил в Цхивальский педагогический техникум, который окончил в 1935 году. В мае 1934 года участвовал в организационном собрании по созданию осетинского отделения Союза писателей СССР. После техникума работал директором восьмилетки в селе Орчосан Ленингорского района. На этой должности находился до 1937 года. В 1939 году вступил в ВКП(б). После чего до 1941 года работал корреспондентом сельскохозяйственного отдела в редакции газеты юго-осетинской газеты «Коммунист».
После начала Великой Отечественной войны был призван в ряды Красной Армии. Служил политруком стрелковой роты. 17 мая 1942 года в бою за Керчь получил серьёзное ранение в левое предплечье и после лечения в госпитале был в 1943 году демобилизован. За этот бой получил впоследствии орден Красной Звезды. Возвратившись в Цхинвал, работал в редакции газеты «Коммунист». С 1945 года по 1950 год был ответственным секретарём юго-осетинского литературного журнала «Фидиуæг». В 1950 году был освобождён от занимаемой должности по сфабрикованному КГБ Грузии делу осетинских националистов. В 1951 году поступил на заочное отделение факультета осетинского языка и литературы Юго-Осетинского педагогического института. В 1954 году был назначен главным редактором журнала «Фидиуæг».
В 1955 году избран ответственным секретарём Юго-Осетинского отделения Союза писателей СССР. Находился на этой должности до 1972 года. Был заведующим литературного отдела Юго-Осетинского драматического театра.
В последние годы своей жизни страдал от серьёзной болезни[уточнить]. Скончался 12 августа 1983 года в Цхинвале.

## Творчество
Свои первые стихотворения опубликовал в 1935 году. В 1940 году издал свой первый стихотворный сборник «Фæндыры зæлтæ» (Аккорды фандыра). Наибольшую известность ему принёс изданный в 1948 году поэтический сборник «Адджын у цард» (Жизнь мила), посвящённый Великой Отечественной войне. Написал первую в истории осетинской литературы поэтическую повесть «Аминæт» (в 1949 году была переименована в "Хæхты чызг). В 1961 году выпустил свой первый прозаический сборник «Тулдзы къох» (Дубовая роща) и в 1966 году — первый роман «Уæ бонтæ хорз, адæм!» (Здравствуйте, люди).
Написал несколько драматических произведений. Занимался переводами — в частности, сделал перевод сонетов Шекспира на осетинский язык, который вышла посмертно отдельной книгой «Сонеттæ» в 1984 году.

## Награды
- орден Трудового Красного Знамени (17.04.1958)
- орден Красной Звезды (06.11.1945)
- медали